# بازی پینوکیو
بازی پینوکیو یک بازی گروهی کودکانه کم‌تحرک و مناسب فضای باز است. این بازی برای گروه سنی ۲ تا ۱۲ سال مناسب است.

## روش بازی
شرکت کنندگان بازی پینوکیو به شکل دایره کنار یکدیگر نشسته و یک پای خود را دراز می‌کنند. هم‌زمان شعر مخصوص بازی خوانده شده و با آغاز هر بیت تازه، افراد پای خود را برچیده و پای دیگر را جایگزین آن می‌کنند. هنگام خوانده شدن بیت آخر، همه شرکت کنندگان باید هم‌زمان به شکلی جابجا شوند که هیچ برخوردی بین آن‌ها ایجاد نشود. در این لحظه هر شرکت‌کننده ای که با دیگری برخورد کند، از بازی خارج می‌شود. این بازی آنقدر تکرار می‌شود تا یک نفر، به عنوان برنده از گروه شرکت کنندگان باقی بماند.

## شعر
پی پی پینوکیو، پدر ژپتو هی!
گ گ گربه نره روباه مکار هی! 
برو سر کار هی، با ماشین کار هی!
الکمو دلکم چرخ و فلکم!
دست دست دست !
پا پا پا!
حالا میشیم جا به جا
کی خوبه خدا
کی بده شما 
من بدم ! اومد چجوری اینجوری